# Marie-Louise Martins
Marie-Louise Martins, född 16 april 1921 i Göteborg, död 6 oktober 2002 i Stockholm, var en svensk skådespelare.

## Filmografi (urval)
- 1943 – Ungt blod
- 1946 – Klockorna i Gamla Sta'n
- 1947 – Konsten att älska

## Teater

### Roller (ej komplett)
| År   | Roll                 | Produktion                                               | Regi             | Teater                   |
| ---- | -------------------- | -------------------------------------------------------- | ---------------- | ------------------------ |
| 1948 | Den lilla proverskan | En vildfågel Jean Anouilh                                | Rune Carlsten    | Dramaten                 |
| 1950 | Tärna 3              | En skugga Hjalmar Bergman                                | Ingmar Bergman   | Intiman                  |
| 1951 |                      | Drömflickan Elmer Rice                                   | Hasse Ekman      | Intiman                  |
| 1957 |                      | Det gäller miljonen (To Dorothy, a Son) Roger MacDougall | Lars Barringer   | Upsala-Gävle stadsteater |
| 1961 |                      | Så tuktas en argbigga William Shakespeare                | Sandro Malmquist | Riksteatern              |
| 1961 | Andra svägerskan     | Yerma Federico García Lorca                              | Bengt Ekerot     | Dramaten                 |

## Radioteater

### Roller
| År   | Roll          | Produktion                                        | Regi        |
| ---- | ------------- | ------------------------------------------------- | ----------- |
| 1951 | En telefonist | Hillman & Son: Mord på löpande band Folke Mellvig | Lars Madsén |